# Cosmarium majae
Cosmarium majae là một loài Song tinh tảo trong họ Desmidiaceae, thuộc chi Cosmarium.